# Kvalster
Kvalster (Acari) är en stor grupp av spindeldjur som återfinns över hela jordklotet. De lever på land, i färskvatten och i saltvatten. Mångfalden av kvalster är extraordinär och deras fossila historia går tillbaka till åtminstone början av devonperioden. Det finns över 65 000 arter beskrivna, men det verkliga antalet arter är troligen betydligt större. Forskare uppskattar att det finns en miljon arter i världen. Förutom parasiter (som till exempel fästingar och skabb), finns arter som äter växter, djur, svamp eller dött organiskt material. De är små (ofta mellan 0,08 och 1,00 mm), men de största (röda sammetskvalster och blodfyllda fästingar) kan bli omkring 10-20 mm. Läran om kvalster kallas akarologi (från grekiska ἀκαρί/ἄκαρι, Akari) och en biolog som studerar kvalster kallas akarolog (=kvalsterforskare). De ledande vetenskapliga tidskrifter för kvalsterforskning inkluderar "Acarologia", "Experimental and Applied Acarology" och "the International Journal of Acarology". Föreningar i Europa är "EURopean Association of ACarologists" (EURAAC) och "European Water Mite Research".

## Systematik
Forskare betraktar idag kvalster som en underklass av spindeldjuren, men de klassificeras ibland i litteraturen även som en överordning eller en ordning. Kvalster indelas vanligen i två överordningar: höftkvalster (Anactinotrichida eller Parasitiformes) och lårkvalster (Actinotrichida eller Acariformes). Att taxonomin hos kvalster varierar beroende på litteratur, även på högre nivå, beror främst på att det inte är klart hur de är släkt med varandra. Dagens molekylära studier indikerar att höftkvalster och lårkvalster kan vara närmare besläktade med andra spindeldjur än med varandra. Det skulle betyda att kvalster inte är en monofyletisk grupp, det vill säga att de inte har ett gemensamt ursprung.   
Kvalster delas vidare upp i (enligt Krantz och Walter 2009):
höftkvalster  (Parasitiformes)
Opilioacarida
Holothyrida
Ixodida "fästingar"
Mesostigmata "rovkvalster"
lårkvalster  (Acariformes)
Trombidiformes
Sarcoptiformes

## Miljöspecifika grupper

### Huskvalster
Huskvalster, ofta kallade husdammskvalster eller sängkvalster, är ett antal familjer "lårkvalster" som Dermatophagoides och Euroglyphus. De är mikroskopiskt små, 0,1–0,3 mm. De saknar lungor och andas direkt genom huden. De kan inte dricka utan tar upp och avger vatten direkt genom huden och är helt beroende av omgivningens fukt för att kunna upprätthålla vattenbalansen. De saknar ögon och föredrar mörker.

### Förrådskvalster
Förrådskvalster är samlingsnamn för några andra familjer "lårkvalster", som företrädesvis förekommer där matvaror eller foder förvaras. Den viktigaste familjen är or.

### Mjällkvalster
Mjällkvalster (Cheyletiella yasguri)  är ett parasitkvalster som framförallt påträffas hos hund, katt och kanin. Hos hundar drabbar det främst valpar. Mjällkvalster kan även smitta människor. Mjällkvalster har en 21 dagar lång livscykel, och överlever inte mer än 10 dagar utan värddjur.

## Svenska faunan
I Sverige finns cirka 1000 arter kända, men troligen är en stor del av faunan fortfarande okänd. Fyra av sex ordningar av kvalster finns representerade i Sverige. Forskning sker på Uppsala Universitet (fästingar), SLU i Uppsala (hornkvalster), Naturhistoriska riksmuseet i Stockholm (vattenkvalster, sammetskvalster) och Zoologiska museet i Lund (rovkvalster, fästingar). Station Linné har en fästingsafari på Öland för allmänheten.